# Levantica
La levantica es un palo del cante flamenco propio de los denominados cantes de Levante gestados durante el siglo XIX en la Sierra minera de Cartagena-La Unión.
La levantica es, entre los estilos mineros, el más vibrante y, quizá, el menos conocido. Procede, como la murciana, el taranto y la minera, de la taranta. La cartagenera, como se sabe, es un palo procedente de un fandango folclórico propio de Cartagena que los mineros cantaban camino del trabajo, conocido como cante de madrugá, y que acabó mezclándose con la taranta primitiva que se estaba gestando en Almería, Linares y La Unión. A diferencia de los otros palos, las letras de la cartagenera difieren del entorno minero y versan sobre la ciudad que le dio nombre, el amor, etc.
Ha sido interpretada por artistas tan importantes como Camarón de La Isla, Juanito Valderrama, Antonio Piñana Segado, El Cojo de Málaga o Encarnación Fernández. Su origen se sitúa en la ruta que unía Almería con Cartagena -La Unión. Se dice que era el cante típico de los tartaneros. Entre sus creadores aparecen Pedro El Morato, Perico el Sopas o Chilares. También fue un cante asiduo en el repertorio de El Rojo El Alpargatero. Se la denomina como la taranta propia de Cartagena.
Se compone de una estrofa octosilábica de cinco versos. Su interpretación es breve pero está llena de altibajos melódicos entre agudos y graves. Abundan, como en el resto de estilos mineros, los semitonos. Se establecen dos modalidades de Levantica, la de El cojo de Málaga y la de Antonio Piñana. Este último fue heredero de los estilos minero-levantinos de la mano del hijo de El Rojo El Alpargatero, Antonio Grau Dauset, en los años cincuenta. Por eso su forma se parece más a la del entorno minero. La que grabó se titula Bien ganao. El Cojo de Málaga (1880-1940) grabó dos Levanticas con el nombre primitivo de Levantisca (Tú el barco y yo el navegante y En la terrera) siguiendo su particular forma de cantar, es decir, más cerca de la intimidad de la malagueña o incluso de la cartagenera, y otra con la denominación de taranta (Como la sal al guisao) con el contraste melódico que encontraríamos más tarde en Encarnación Fernández o en el propio Piñana.